# Kestads distrikt
Kestads distrikt är ett distrikt i Götene kommun och Västra Götalands län. 
Distriktet ligger nordväst om Götene. 

## Tidigare administrativ tillhörighet
Distriktet inrättades 2016 och utgörs av en del av området som Götene köping omfattade till 1971, delen som före 1967 utgjorde Kestads socken.
Området motsvarar den omfattning Kestads församling hade vid årsskiftet 1999/2000.